# FC Germania Friedrichsfeld
Der FC Germania 03 Friedrichsfeld ist ein 1903 gegründeter Fußballverein mit Sitz im Mannheimer Stadtteil Friedrichsfeld.

## Geschichte
Der Verein wurde im Jahr 1903 gegründet. Von 1917 an erreichte die Mannschaft zweimal die Meisterschaft in der A-Klasse. Zur Saison 1921/22 schaffte die Mannschaft den Aufstieg in die Kreisliga Odenwald. In der Abteilung II erreichte die Mannschaft jedoch nur 1:27 Punkte, womit die Mannschaft über den letzten Platz sofort wieder absteigen sollte. In der Saison 1927/28 gelang dann der Aufstieg in die Bezirksliga Rhein/Saar. Mit 7:33 Punkten schloss die Mannschaft wieder auf dem letzten Platz ab. Zur Saison 1932/33 stieg die Mannschaft aus der Kreisklasse erneut in die Bezirksliga Rhein/Saar auf. Dort wurde der Verein in die Gruppe Rhein eingeordnet. Am Ende der Saison landete der Verein mit 11:25 Punkten auf dem neunten Platz seiner Gruppe. Zur nächsten Saison wurden die Ligen neu aufgeteilt und die Mannschaft ging in die nun zweitklassige Bezirksklasse Unterbaden über, in der sich der Verein bis zum Kriegsende halten konnte. 1943//44 gelang die Qualifikation zur Aufstiegsrunde zur Gauliga Baden. Mit 3:5 Punkten landete die Mannschaft am Ende auf dem letzten Platz.
Zur Saison 1946/47 stieg die Mannschaft dann in die damals zweitklassige Landesliga Nordbaden auf. Mit 38:14 Punkten konnte dann in der ersten Spielzeit auch gleich der dritte Platz in der Gruppe Nord erreicht werden. Zur Saison 1950/51 ging die Mannschaft in die nun drittklassige 1. Amateurliga Nordbaden über, nach der Saison 1955/56 stieg der Klub in die 2. Amateurliga ab. In der Saison 1969/70 wurde erstmals der Badische Pokal gewonnen. Zur Einführung der Landesliga Mittelbaden, wurde die Mannschaft dann nach der Saison 1977/78 der erste Meister. Seit der Jahrtausendwende spielt der Klub nur noch auf Kreisebene.

## Bekannte Spieler
- Wolfgang Getrost (* 1951, Jugend)
- Christian Fickert (* 1981)
- Iwan Pawlow (* 1983)

## Trainerhistorie
- Matthias Dehoust (2015–2021)